# Cires
Cires es una población del municipio cántabro de Lamasón, en España. Tenía en 2022 una población de 37 habitantes (INE). Se encuentra a 511 m s. n. m. y dista 2,5 kilómetros de Sobrelapeña, capital municipal.
De su patrimonio destaca la iglesia parroquial de San Miguel Arcángel, del siglo XVII. Su fiesta se celebra el primer fin de semana de junio.
La zona ha tenido como actividad habitual la ganadería vacuna, habitualmente con vacas tudancas. De ello se aprovecha el centro etnográfico creado aprovechando los edificios de las antiguas escuelas.
Aquí pasó parte de su infancia el cantante Nando Agüeros.